# Chân sói (cây)
Cây Chân sói hay còn gọi là Thạch tùng răng cưa, (danh pháp khoa học: Huperzia serrata) là một loài thực vật có mạch trong Họ Thạch tùng. Loài này được (Thunb.) Rothm. mô tả khoa học đầu tiên năm 1944.

## Hình ảnh

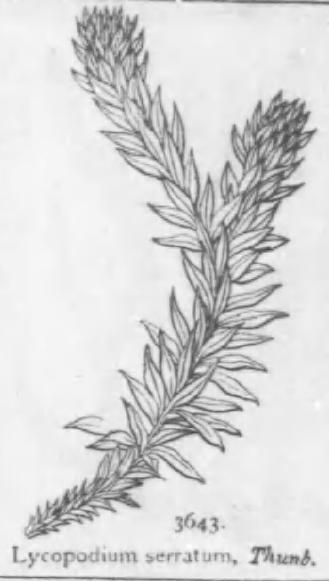